# Vụ bắt giữ và sát hại Ngô Đình Diệm
Để xem vụ đảo chính, hãy đọc Đảo chính 1963 tại Nam Việt Nam.
Ngày 2 tháng 11 năm 1963, Tổng thống Việt Nam Cộng Hòa Ngô Đình Diệm và cố vấn, em trai mình, Ngô Đình Nhu bị bắt giữ sau khi Quân đội Việt Nam Cộng hòa tiến hành đảo chính thành công. Cuộc đảo chính này diễn ra sau khi quân đội đã bao vây Dinh Gia Long  ở Sài Gòn và đã thành công sau một ngày. Tuy nhiên, khi những người thực hiện cuộc đảo chính vào dinh thì hai người đã chạy thoát đến nơi trú ẩn ở Chợ Lớn. Trước đó họ đã giữ liên lạc với quân nổi dậy bằng cách dùng một đường kết nối trực tiếp từ nơi trú ẩn đến dinh, khiến cho quân nổi dậy tưởng nhầm rằng anh em họ vẫn còn trong dinh Gia Long. Anh em họ đồng ý đầu hàng quân đảo chính, những người đã hứa cho họ lưu vong an toàn. Sau khi bị quân đảo chính bắt giữ, anh em Ngô Đình Diệm đã bị các sĩ quan đảo chính bắn chết ở phía sau bằng một thiết vận xa trên đường quay về Sở chỉ huy quân đội ở Căn cứ không quân Tân Sơn Nhứt. Xác hai anh em cho thấy có nhiều vết đâm và vết đạn súng lục. Không có cuộc điều tra chính thức nào được tiến hành về vụ giết hại này nhưng người ta quy tội cho đại úy Nguyễn Văn Nhung, một vệ sỹ của tướng Dương Văn Minh, lãnh đạo cuộc đảo chính. Các đồng nghiệp của Dương Văn Minh trong hội đồng quân sự cũng như các quan chức Mỹ đều đồng ý chung rằng Dương Văn Minh là người ra lệnh hành quyết anh em Ngô Đình Diệm. Họ cho rằng anh em họ Ngô Đình Diệm đã khiến Minh bối rối vì đã thoát khỏi Dinh Tổng thống nên phải bị giết để triệt tiêu khả năng họ có thể quay lại tham chính. Ban đầu các tướng đã cố che đậy câu chuyện bằng nhiều giả thiết tự sát nhưng khi các bức ảnh xác chết của hai anh em Ngô Đình Diệm lộ ra ngoài thì câu chuyện mới bị vạch trần.